# Noordereilandtakahe
De noordereilandtakahe (Porphyrio mantelli) is een uitgestorven vogel uit de familie van de rallen (Rallidae).

## Verspreiding en leefgebied
Deze soort was endemisch op het Noordereiland van Nieuw-Zeeland.